# Ghadi (película)
Ghadi es una película libanesa, estrenada el 31 de octubre de 2013. Fue la candidata de Líbano a la 86.ª edición de los Oscar, y fue dirigida por el debutante Amin Dora.  

## Sinopsis
Leba, un profesor de música casado con su amor de la infancia, tiene dos hijas, para disgusto de su familia. El tercer embarazo de su mujer, resulta en un niño, Ghadi, pero se trata de un niño con necesidades especiales. La ciudad tiene mucha opinión sobre qué deberían hacer con él, pero Leba está dispuesto a todo para mantener a su familia unida, incluso de hacer un milagro.

## Elenco
- Georges Khabbaz  como Leba Seba
- Lara Rain como Lara Seba
- Emmanuel Khairallah  como Ghadi
- Camille Salameh como el barbero
- Rodrigue Sleiman como Gerard
- Samir Youssef como Lello
- Caroline Labaki como Nisrine

## Premios
| Año  | Festival                                         | Categoría                 | Resultado |
| ---- | ------------------------------------------------ | ------------------------- | --------- |
| 2014 | Mannheim-Heidelberg International Filmfestival   | Mejor Película Extranjera | Ganador   |
| 2014 | Mannheim-Heidelberg International Filmfestival   | Director revelación       | Ganador   |
| 2014 | Pusan International Film Festival                | Premio del público        | Ganador   |
| 2014 | Pusan International Film Festival                | Director revelación       | Nominado  |
| 2015 | Minneapolis St. Paul International Film Festival | Mejor Película Extranjera | Nominado  |
| 2015 | Skip City International D-Cinema Festival        | Gran premio               | Nominado  |